# Гюртнер, Франц
Франц Гюртнер (нем. Franz Gürtner; 26 августа 1881, Регенсбург, Бавария — 29 января 1941, Берлин) — немецкий юрист. Был министром юстиции Германии в правительствах Франца фон Папена, Курта фон Шлейхера и Адольфа Гитлера. Отвечал за координацию судебной практики в нацистской Германии и обеспечил официальные санкции и правовые основания для серии репрессивных действий при нацистском режиме с 1933 года до своей смерти в 1941 году.

## Биография
Родился 26 августа 1881 в Регенсбурге в семье инженера путей сообщения. Изучал право в Мюнхенском университете. 
Участник Первой мировой войны. Вначале воевал во Франции, затем служил в Палестине. Награждён Железным крестом I и II степени. После войны вёл юридическую практику. 
В 1919 году вступил в Немецкую национальную народную партию. Будучи министром юстиции Баварии в 1922—32 годы, защищал Гитлера, который казался ему последовательным националистом. Гюртнер вступил в НСДАП только в 1937 году, но он всегда симпатизировал нацистскому движению. Именно он добился сравнительно мягкого наказания для Гитлера после провала «Пивного путча» 1923 года, содействовал его освобождению из тюрьмы Ландсберга и убедил правительство Баварии легализовать нацистскую партию и разрешить Гитлеру выступать публично.
В июне 1932 года Гюртнер был назначен на пост министра юстиции в правительстве фон Папена. В следующем году занял этот же пост в первом правительстве Гитлера. 
После кровавых событий «Ночи длинных ножей» по инициативе Гюртнера было принято постановление, объявлявшее действия Гитлера «справедливыми, направленными на защиту государства». На нём лежит ответственность за демонтаж старой юридической системы, обеспечение политики гляйхшальтунг и создание нацистских судов. 
В самом начале Второй мировой войны Гюртнер учредил особые военно-полевые суды (Standgerichte), вершившие расправу над евреями и поляками на оккупированной территории Польши. 
Скоропостижно скончался в Берлине 29 января 1941 года, после чего возникли предположения, что как юрист старой школы, он не был до конца согласен со всем, что приказывал делать, и бытовала версия о том, что его смерть была насильственной.